# Dubawntsee
Der Dubawntsee (engl. Dubawnt Lake) ist ein 3.629 km² (3.833 km² einschließlich Inseln) großer, im Norden Kanadas gelegener See.

## Lage
Er befindet sich im Südwesten des Nunavut-Territoriums, an der Grenze zu den Nordwest-Territorien und liegt 236 m über dem Meeresspiegel. Der See wird vom Dubawnt River durchflossen, der in den Thelon River mündet. Sein gesamtes Nordufer wird von dem Wildschutzgebiet Thelon Game Sanctuary eingenommen. Der See liegt nördlich der Baumgrenze in einer kaum bevölkerten Region und führt bis lange in den Sommer Eis. Obwohl der See einer der größten in Nordamerika ist, befinden sich an seinen Ufern keine Dauersiedlungen. Während des arktischen Sommers wird der Dubawntsee von einigen Sportfischern genutzt, die sich einfliegen lassen und dort in Camps leben.